# Quốc kỳ Cộng hòa Séc
Quốc kỳ Cộng hòa Séc (tiếng Séc: Česká vlajka) cũng là quốc kỳ của Tiệp Khắc cũ trước kia. Sau sự giải thể của Tiệp Khắc, lá cờ Tiệp Khắc vẫn được giữ làm lá cờ của Cộng hòa Séc trong khi Slovakia chuyển sang sử dụng một lá cờ mới

## Hình ảnh

Quốc kỳTiệp Khắc (1918-1919)
Quốc kỳ Tiệp Khắc (1919-1920)
Quốc kỳ Vùng bảo hộ Bohemia và Moravia (1939-1945)
Quốc kỳ Tiệp Khắc (1920-1990)
Quốc kỳ Cộng hòa Liên bang Séc và Slovakia (1990-1992)
Quốc kỳ Cộng hòa Séc (1992-nay)

## Kích thước

Ba màu Cộng hòa Séc

## Tiêu chuẩn Hiệu kỳ tổng thống

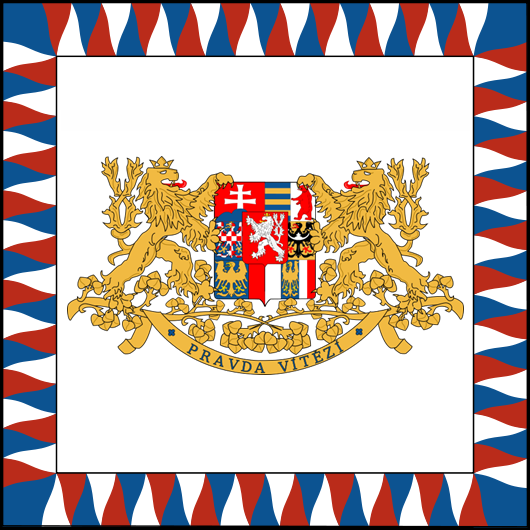
Tiêu chuẩn hiệu kỳ tổng thống Đệ Nhất Cộng hòa Tiệp Khắc (1918-1939) và Cộng hòa Tiệp Khắc (1945–1960)
Tiêu chuẩn hiệu kỳ tổng thống Vùng bảo hộ Bohemia và Moravia (1939–1945)
Tiêu chuẩn hiệu kỳ tổng thống Cộng hòa Xã hội chủ nghĩa Tiệp Khắc (1960–1990)
Tiêu chuẩn hiệu kỳ tổng thống Cộng hòa Liên bang Séc và Slovakia (1990–1992)
Tiêu chuẩn hiệu kỳ tổng thống Cộng hòa Séc (1992–nay)